# Calceranica al Lago
Calceranica al Lago (Calzerànega in dialetto trentino) è un comune italiano di 1 402 abitanti della provincia autonoma di Trento in Trentino-Alto Adige. Sito nell'Alta Valsugana, sorge sulle rive del Lago di Caldonazzo. Il Torrente Màndola, che nasce dal massiccio della Vigolana, divide il paese a metà: Màndola (Villa sinistra) e Calceranica (Villa destra).

## Storia
L'etimologia del nome è data da una leggenda, secondo la quale il nome deriverebbe da un incontro casuale tra un uomo che battezzava i paesi e un paesano che saliva dal lago con in mano una calza piena di rane: Calze-rane-ga (El g'ha na calza de rane ossia ha una calza di rane).
Vi furono numerosi ritrovamenti archeologici, di epoca preistorica ma soprattutto romana. A circa 1 km da Calceranica, lungo la strada per la frazione Campregheri, si trovano i resti di antichissimi forni fusori risalenti all'età del Bronzo finale (900-1200 a.C.). In un altro sito i fratelli Ferrari di Calceranica, mentre lavoravano un campo, portarono alla luce un'ara sepolcrale che conteneva avanzi di uno scheletro umano. Il reperto di maggior pregio storico-archeologico è l'ara di Diana risalente al I-II secolo.
Calceranica è nominata nel 1184 in una bolla di papa Lucio III e, insieme alle ville di Caldonazzo e Brenta, formava una comunità.
Il nome in cimbro Plaif, ancora utilizzato nella zona di Luserna per indicare Calceranica, deriva da uno dei primi nomi della località, registrata come La Pieve. Kalkrein invece è la derivazione tedesca di Calceranica e la si trova fino alla fine del primo conflitto mondiale, all'interno delle tabelle degli orari dei treni della Valsugana.
Durante il periodo della colonizzazione bavarese del 1200, voluta dal Principato vescovile di Trento nella figura di Federico Vanga, si registrano alcuni insediamenti di masi di queste popolazioni, abili minatori attivi nella zona del Calisio/Kalisberg, soprattutto verso la zona del lago e della località Valcanover di Pergine Valsugana.
Nel maggio del 1916 in paese venne piazzato un cannone navale di grosso calibro (chiamato Lange Georg) in supporto alla Strafexpedition, utilizzato per bombardare a sorpresa il comando italiano sull'altopiano di Asiago, grazie alla lunga gittata che gli permetteva di coprire agevolmente i 25 km di distanza. Nella zona venne posto anche un campo di prigionia per prigionieri italiani.
Al termine del primo conflitto mondiale il paese venne annesso al Regno d'Italia.
Nel 1947 il paese divenne comune autonomo, dopo che, con la legge del 1928, era stato aggregato a Caldonazzo.
Dal 1957 si chiama Calceranica al Lago.

### Simboli
Una prima proposta dello stemma venne presentata nel 1865. Nel 1964 venne riproposta assieme al gonfalone e quindi approvata con deliberazione del consiglio comunale n. 5 del 26 marzo 1964. Dopo una ricerca storica condotta dalla Commissione araldico-genealogica regionale per il Trentino lo stemma venne modificato con deliberazione consiliare n. 6 del 4 febbraio 1994 nel modo seguente:
Stemma
da un nodo d'oro e di verde.»
Gonfalone
Il drappo è appeso a un bilico mediante sei merli alla guelfa. Il bilico sarà unito all'asta, ricoperta da una guaina in velluto a spirali gialle e verdi, mediante un cordone a nappe d'argento.»

## Monumenti e luoghi d'interesse

### Architetture religiose
- Chiesa di Santa Maria Assunta, prima pieve tra le chiese di Caldonazzo, Levico, Vigolo Vattaro e Centa San Nicolò; insieme a quella di Borgo è la più antica della Valsugana, anteriore al 1027. Venne restaurata nel 1208, riedificata tra il 1531-1581 e ampliata fra il 1614 e il 1656. La Pieve (510 m s.l.m.) è una chiesa intitolata a Santa Maria Assunta, con cinque altari e due cappelle laterali ben poste e mantenute. Si tratta di un edificio gotico-rinascimentale: ha la cella campanaria gotica, il campanile dal basamento romanico e il fastigio barocco. La chiesa venne costruita prima del 1208 e riconsacrata nel 1537, ciò è confermato da una scritta posta sull'architrave del portale maggiore. L'interno è a tre navate; l'altare maggiore, marmoreo, è opera di Giovanni Sartori (1750); nella cappella di destra un tempo intitolata a Sant'Agostino, vi è l'altare marmoreo con il gruppo in gesso policromo della Crocifissione, opera di Ferdinando Demetz di Ortisei (1885). Nella cappella di sinistra, dedicata a Ssnt'Apollonia, vi è il preziosissimo altare dello Scapolare, del 1625-1640, opera di S. Boninsegna, con la pala di G. Fiorentino del 1642. Gli altri due altari, entrambi marmorei eretti da Pietro Barbieri di Piovene, sono dedicati rispettivamente alla Madonna del Rosario (1842-1843), con simulacro ottocentesco e pala di Leonardo Campochiesa (1853), e al Sacro Cuore (1844-1845) con simulacro in legno policromo opera del gardenese Ferdinando Stuflesser (1919).
- Chiesa di Sant'Ermete, nel rione Màndola. Risalente al VI-VII secolo, sorta su un delubro di Diana. È un edificio romano-gotico e ha un presbiterio poligonale. Sulla porta rinascimentale di sinistra vi è lo stemma dei Trapp con l'iscrizione latina che ne attesta il restauro avvenuto nel 1512. Verso la piazza c'è un protiro cinquecentesco; nei pressi un cippo di centuriazione romano. Il campanile protoromanico ha una cuspide in muratura, che ricorda i trulli di Alberobello. La volta dell'abside è a costoloni e il soffitto ligneo. L'altare contiene una pregevole pala di Carlo Pozzi (1632). All'interno è custodita l'ara votiva pagana dedicata a Diana, risalente al II secolo, sulla quale è impressa l'iscrizione DIANAE ANTHUS COS.V.C. ACTOR EX V.F. (A Diana, Anto (nome dell'offerente) per conto (actor) dell'illustre console (Cos. Viri Clarissimi)…fece in adempimento di un voto). La stele, di calcare bianco ammonitico e di modeste dimensioni, ha richiamato l'attenzione e stimolato la ricerca di molti studiosi. Fra i primi a darne notizia c'è il bresciano Michelangelo Mariani (1673), lo storico valsuganotto Giuseppe Andrea Montebello (seconda metà del Settecento) e Theodor Mommsen  (1837-1903) che così la registra nel C.I.L. Corpus Inscriptionum Latinarum:  Vol. V, n. 5048, pag. 52: "Calceranicae (Valsugana) in templo S. Hermetis in muro exteriore meridiem versus" (si trova a Calceranica in Valsugana nel tempio di S. Ermete, murato nella parete esterna verso sud).
- Chiesa della Beata Maria Vergine del Rosario, parrocchiale, situata alla Màndola. Si tratta di un edificio in cemento armato con la pianta a forma di croce a tau e il tetto a più elementi. È stata costruita nel 1968-1969 e le prime funzioni religiose iniziarono ad essere celebrate nel 1970.

### Architetture civili
- Casa Galina, casa vacanze edificata all'inizio degli anni Sessanta[5] su progetto dell'architetto trentino Giovanni Leo Salvotti De Bindis, sulle rive del Lago di Caldonazzo; le strutture portanti furono realizzate mediante una tecnica sperimentale, ricoprendo di calce a presa lenta l'intelaiatura metallica zincata ed elettrosaldata allo scopo di renderla autoportante;[6] la casa, sollevata dal suolo con l'ausilio di quattro pilastri, fu successivamente abbandonata e col tempo si è ridotta in condizioni di rudere, completamente ricoperta dalla vegetazione.[7]

## Società

### Evoluzione demografica
Abitanti censiti

## Cultura

### Eventi
Tradizionale è la sagra di San Pietro e San Paolo, durante la quale si tengono alcuni giochi popolari (il tiro alla fune e l'albero della cuccagna) e in piazza viene fritto il pesce.
In passato si usava fare la processione dei fulminati, in onore di due persone uccise il 30 luglio 1865 da una folgore caduta sulla chiesa, durante una sacra funzione.

## Economia
Calceranica al Lago è un antico paese di pescatori; nel piccolo territorio comunale si coltivano soprattutto mele, frutti di bosco, uva e castagne.
Giulio Ferrari, fondatore delle omonime Cantine Ferrari, è nativo del paese ed ha introdotto in Italia la produzione di spumante con metodo classico proprio utilizzando l'uva coltivata nei dintorni.
Calceranica al Lago è ora un centro turistico estivo frequentato soprattutto per la spiaggia lacustre. A partire dalla metà del 900 si sono sviluppate la lavorazione industriale della plastica e l'artigianato del legno e dell'acciaio (carpenteria meccanica e costruzioni meccaniche).
Nell'800 vantava una buona industria della seta con due filande. Fino al 1964 era operativa una miniera di pirite; nominata per la prima volta in un atto del XVI secolo come miniera di rame e ferro (si ricavano anche piccole quantità di oro ed argento), è stata rilevata ed industrializzata nel 1929 dalla Montecatini per la produzione di acido solforico.

## Amministrazione

### Variazioni
La denominazione del comune fino al 1957 era Calceranica. Nel 1928 il comune viene soppresso e i suoi territori aggregati al comune di Caldonazzo; nel 1947 il comune viene ricostituito (Censimento 1936: pop. res. 732). Nel 1988 distacco di territori aggregati al comune di Centa San Nicolò (Censimento 1981: pop. res. 11).

## Sport
La squadra locale, il Calceranica calcio a 5, gioca in Serie D trentina.